# Egzorcist (1973.)
Egzorcist, poznat i kao Istjerivač đavola (eng. The Exorcist) je američki horor film iz 1973. godine kojeg je režirao William Friedkin prema istoimenoj noveli iz 1971.g. koju je napisao William Peter Blatty. Radi se o demonskoj opsjednutosti mlade djevojke i očajničkim pokušajima njene majke da ju vrati u normalno stanje kroz egzorcizam kojeg, žrtvujući vlastite živote, provedu dvojica katoličkih svećenika.    
Nakon uspjeha Egzorcista uslijedili su nastavci: Egzorcist 2: Heretik iz 1977. godine, Egzorcist 3 iz 1990., Egzorcist: Početak iz 2004. i Dominion: Prethodnik Egzorciste iz 2005. godine, no niti jedan od njih nije došao blizu uspjeha koji je imao originalni Egzorcist.

## Radnja
Film počinje na arheološkom nalazištu u okolici Ninive u Iraku, gdje se arheolog i svećenik Lankester Merrin susreće sa statuom fiktivnog demonskog stvorenja po imenu Pazuzu. Prema asirskoj mitologiji smatran je "kraljem demona vjetra", a prikazan je kao čovjekoliko biće s iskeženom psećom glavom, orlovskim kandžama umjesto stopala, parom krila na leđima, repom škorpiona i zmijolikim penisom u erekciji.
U međuvremenu, mladi američki svećenik grčkog porijekla Damien Karras počinje sumnjati u svoju vjeru suočen s neizlječivom bolesti svoje majke.   
Kada glumica Chris MacNeil počne primjećivati kako se nešto čudno događa s njenom 12-godišnjom kćerkom Regan, i njene dramatične promjene u ponašanju, ona ju odvodi u bolnicu na detaljan pregled. Iako je isprva uvjerena da je sve to povezano s kćerinim pubertetom, Regan ima napadaje slične epileptičnima, a u komunikaciji s okolinom počinje psovanje i bogohuljenje neprirodno izmijenjenim muškim glasom. No, liječnici sumnjaju na oštećenje mozga i podvrgavaju je seriji neugodnih medicinskih pretraga i ispitivanja od kojih nijedno ne pronalazi ništa neobično kod Regan. Upućena je kod psihijatra kojeg tijekom razgovora izvrijeđa i napadne. Po povratku iz bolnice paranormalne aktivnosti u njihovoj kući se nastavljaju uključujući neobične zvukove, neobjašnjivu hladnoću njene sobe, kretanje predmeta i silovito podrhtavanje njenog kreveta.
Uza sve to, Burke Dennings, redatelj filma u kojem glumi Chris, je pronađen brutalno ubijen (paganskom egzekucijom zakretanjem glave za 180 stupnjeva) u dnu stepenica koje prolaze uz rezidenciju MacNeilovih. 
Konačno, kad su iscrpljena sva do tada poznata medicinska objašnjenja tog slučaja, liječnici sugeriraju da ako su njeni simptomi psihosomatski rezultat vjerovanja u demonsku opsjednutost, možda bi egzorcizam imao reverzibilni psihosomatski efekt koji bi je toga oslobodio. Uvjerena u to kako je Regan opsjednuta demonom, gđa MacNeil u očaju moli svećenika Damiena Karrasa, koji je ujedno i psihijatar, da pokuša istjerati demona iz njezine kćerke. Usprkos vlastitim sumnjama i dvojbama nakon što se suočio s neprepoznatljivom Regan, vezanom za krevet, Karras odlučuje zatražiti službeno odobrenje Crkve za istjerivanje đavola, i dobiva ga, uz uvjet da mu pomogne iskusni egzorcist Merrin. 
Tijekom samog procesa demon iskazuje svoju snagu maltretirajući Reganino tijelo do krajnjih granica, od levitacije do odvratnih bljuvotina po svećenicima. Naizmjence im prijeti i ulaguje se, te ih iscrpljuje mentalno, fizički i verbalno, neprestano tražeći slabu točku njihove psihe, koristeći čak i glas pokojne Karrasove majke. 
Merrinovo otprije slabo srce na kraju otkazuje, i dok ga Karras pokušava oživjeti, Regan se zlobno hihoće. U nemoći i bijesu Karras napada Regan i počinje ju daviti istodobno izazivajući demona da ju napusti i uđe u njega. Demon pristane na izazov, a svećenik se tada baca kroz prozor i umire padajući niz stepenice uz kuću. 
Regan se oporavlja i vraća u svakodnevni život, bez ikakvog sjećanja na sve ono što je prošla, te seli s majkom u drugi grad.

## Uloge
- Ellen Burstyn kao Chris MacNeil
- Linda Blair kao Regan MacNeil
- Max von Sydow kao Otac Lankester Merrin
- Jason Miller kao Otac Damien Karras
- Lee J. Cobb kao detektiv poručnik William F. Kinderman
- Mercedes McCambridge kao glas opsjednute Regan demonom Pazuzu
- Kitty Winn kao Sharon Spencer
- Jack MacGowran kao Burke Dennings
- velečasni William O'Malley kao otac Dyer
- Arthur Storch kao psihijatar

## Propusti u filmu
- Cigareta koju Chris zgazi u parku se nakon nekoliko trenutaka opet nađe u njenoj ruci.
- Nakon početne seanse egzorcizma, otac Damien Karras odvezuje Reganine ruke od kreveta i veže ih zajedno. No, kada se otac Merrin vrati kako bi nastavio seansu Reganine ruke su ponovo vezane za krevet.
- Kada Chris ode na tavan kako bi istražila buku koja od tamo dopire, ona sa sobom nosi dugu svijeću, no u trenutku kada zapravo uđe na tavan, ona je nekoliko centimetara niža.

## Nagrade i drugi uspjesi
| Nagrada                   | Kategorija | Dobitnik/Nominirani                                      | Godina | Pobjeda |
| ------------------------- | ---------- | -------------------------------------------------------- | --- | ------- |
| Oscar                     | 1974.      | Najbolji zvuk                                            | Robert Knudson, Christopher Newman | Da      |
| Oscar                     | 1974.      | Najbolji scenarij temeljen na materijalu s drugog medija | William Peter Blatty | Da      |
| Oscar                     | 1974.      | Najbolji sporedni glumac                                 | Jason Miller | Ne      |
| Oscar                     | 1974.      | Najbolji glavna glumica                                  | Ellen Burstyn | Ne      |
| Oscar                     | 1974.      | Najbolja sporedna glumica                                | Linda Blair | Ne      |
| Oscar                     | 1974.      | Najbolji scenografija                                    | Bill Malley, Jerry Wunderlich | Ne      |
| Oscar                     | 1974.      | Najbolja fotografija                                     | Owen Roizman | Ne      |
| Oscar                     | 1974.      | Najbolji redatelj                                        | William Friedkin | Ne      |
| Oscar                     | 1974.      | Najbolja filmska montaža                                 | John C. Broderick, Bud S. Smith, Evan A. Lottman, Norman Gay                                                                                      | Ne      |
| Oscar                     | 1974.      | Najbolji film                                            | William Peter Blatty | Ne      |
| Nagrada Saturn            | 1975.      | Najbolji horor                                           | Najbolji horor | Da      |
| Nagrada Saturn            | 1975.      | Najbolja šminka                                          | Dick Smith | Da      |
| Nagrada Saturn            | 1975.      | Najbolji scenarij                                        | William Peter Blatty | Da      |
| Nagrada Saturn            | 1975.      | Najbolji specijalni efekti                               | Marcel Vercoutere | Da      |
| Zlatni Globus             | 1974.      | Najbolji igrani film - drama                             | Najbolji igrani film - drama | Da      |
| Zlatni Globus             | 1974.      | Najbolji redatelj                                        | William Friedkin | Da      |
| Zlatni Globus             | 1974.      | Najbolji scenarij                                        | William Peter Blatty | Da      |
| Zlatni Globus             | 1974.      | Najbolji sporedna glumica                                | Linda Blair | Da      |
| Zlatni Globus             | 1974.      | Najbolji glumica u igranom filmu - drama                 | Ellen Burstyn | Ne      |
| Zlatni Globus             | 1974.      | Najbolji sporedni glumac                                 | Max von Sydow | Ne      |
| Zlatni Globus             | 1974.      | Najveća nova ženska nada                                 | Linda Blair | Ne      |
| BAFTA                     | 1975.      | Najbolji glazba                                          | Christopher Newman ,Jean-Louis Ducarme, Robert Knudson, Fred J. Brown, Bob Fine, Ross Taylor, Ron Nagel, Doc Siegel, Gonzalo Gavira, Hal Landaker | Ne      |
| Golden Screen             | 1978.      |                                                          | | Ne      |
| DGA Nagrada               | 1974.      | Izvanredno redateljsko postignuće u igranom filmu        | William Friedkin | Ne      |
| Movie Masterpiece Nagrada | 1999.      |                                                          | William Friedkin | Da      |
| Golden Reel Nagrada       | 1974.      | Najbolji zvuk - dijalog                                  | Najbolji zvuk - dijalog | Da      |
| Golden Reel Nagrada       | 1974.      | Najbolji zvuk - specijalni efekti                        | Najbolji zvuk - specijalni efekti | Da      |
| WGA Nagrada (Screen)      | 1974.      | Najbolja drama adaptirana s drugog medija                | William Peter Blatty | Ne      |

## Vanjske poveznice
- Egzorcist u internetskoj bazi filmova IMDb-a
- Recenzije na Rotten Tomatoes
- Opsjednuti dječak grada Cottage: Čvrste hladne činjenice koje stoje iza priče koja je bila nadahnuće za Egzorcista
- Slučaj egzorcizma u St. Louisu  Arhivirana inačica izvorne stranice od 3. siječnja 2007. (Wayback Machine)
- Stranica obožavatelja filma
- Članak Washington Posta i intervju s Blattyjem